# Turin-Meier
Der Turin-Meier (Asperula taurina) ist eine Pflanzenart aus der Gattung Meier (Asperula) innerhalb der Familie der Rötegewächse (Rubiaceae). Er wird auch Italien-Meier, Turiner Waldmeister oder Turiner Meister genannt. Er ist im Wesentlichen in Südeuropa, dem südlichen Mitteleuropa und in Vorderasien verbreitet.

## Beschreibung

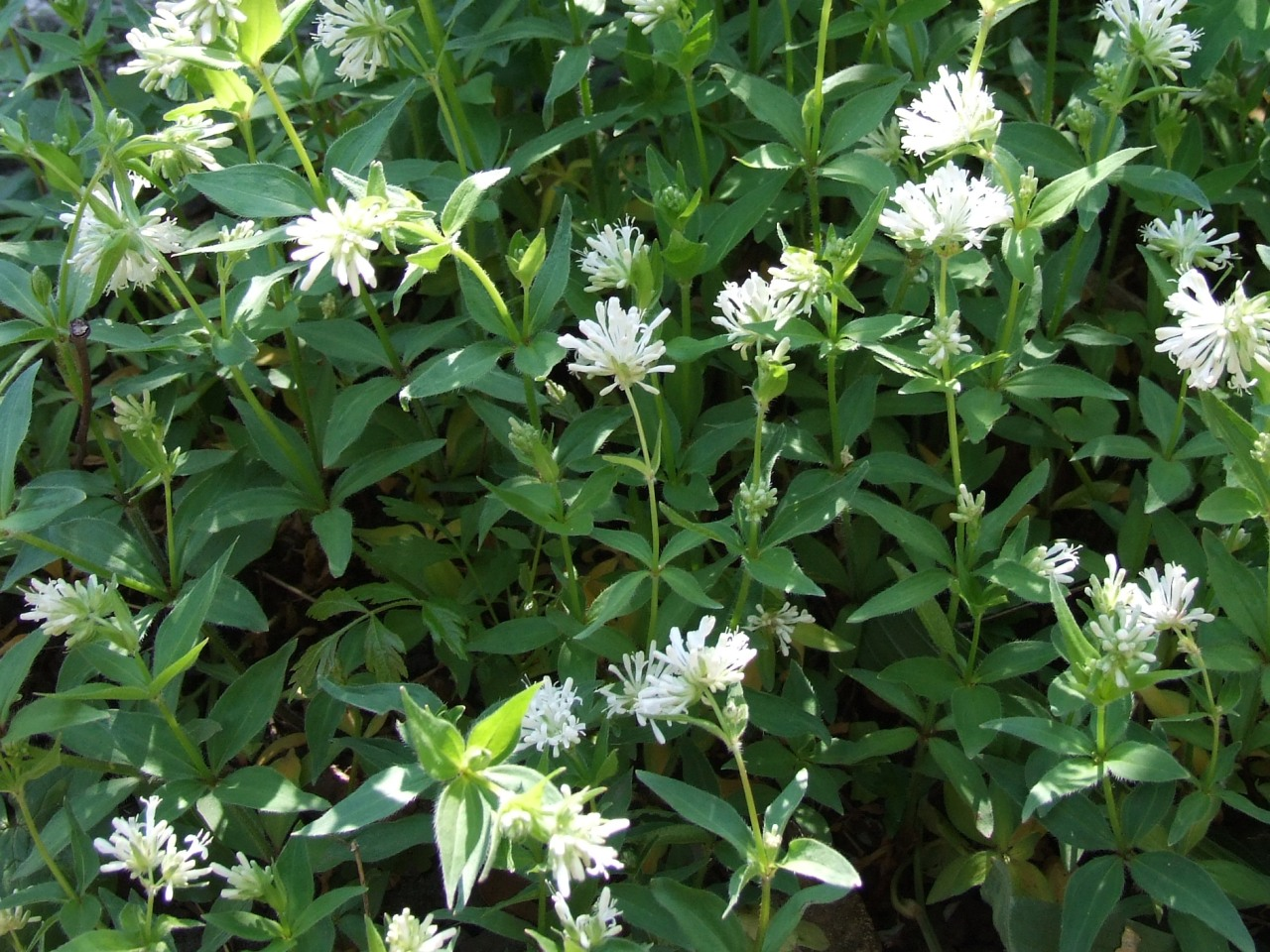
Habitus, Blätter und Blüten

### Erscheinungsbild und Blatt
Der Turin-Meier wächst als ausdauernde krautige Pflanze mit Wuchshöhen von (selten 10 bis) meist 20 bis 50 Zentimeter. Sie bildet ein „wurzelstockähnliches“ Sprossachsensystem mit orangefarbenen und mehr oder weniger horizontalen, unterirdischen Ausläufern aus. Die Dichte der Behaarung (Trichome) an verschiedenen Pflanzenteilen kann je nach Verbreitungsgebiet beträchtlich variieren. Die kräftigen, aufrechten und deutlich vierkantigen Stängel sind mehr oder weniger deutlich behaart.
Die Laubblätter sind zu viert wirtelständig am Stängel angeordnet. Die einfache Blattspreite ist bei einer Länge von 3 bis 6 Zentimeter und einer Breite von 1 bis 2,5 Zentimeter lanzettlich bis eiförmig geformt, verschmälert sich abrupt zur Spreitenbasis hin und besitzt eine knorpelige Blattspitze. Sie ist vom Blattgrund weg heller gefärbt, besitzt drei Längsadern sowie eine deutlich netzartige Blattnervatur und ist an den Blattadern und am Blattrand behaart.

### Blütenstand und Blüte
Die Blüten stehen in dichten, kopfigen Blütenständen, die von lang bewimperten Tragblättern und einem Wirtel aus vier, laubblattähnlichen, breitlanzettlichen bis eiförmigen Hüllblättern umgeben sind.
Die zwittrigen Blüten sind radiärsymmetrisch und vierzählig. Der Kelch ist reduziert. Die vier weiß oder blass-gelblich gefärbten, 10 bis 14 Millimeter langen Kronblätter sind röhrenförmig bis schmal trichterförmig verwachsen. Die Krone besteht aus der 6,5 bis 10,5 Millimeter langen Kronröhre und den vier mit 2 bis 3,5 Millimeter deutlich längeren als breiten Kronzipfeln. Die Staubblätter besitzen 2 bis 3 Millimeter lange Staubfäden und 1,3 bis 1,5 Millimeter messende, längliche und die Blütenkrone überragende Staubbeutel. Zwei Fruchtblätter sind zu einem unterständigen, eiförmigen, zweikammerigen Fruchtknoten verwachsen, mit je einer Samenanlage je Fruchtknotenkammer.
Die 1 bis 3 Millimeter großen und eiförmigen Früchte besitzen eine glatte Oberfläche.

### Chromosomenzahl
Die Chromosomenzahl beträgt 2n = 22.

## Vorkommen und Gefährdung
Der Turin-Meier ist vor allem in Südeuropa inklusive der Balkanhalbinsel und im südlichen Mitteleuropa mit dem südöstlichen Frankreich, der Schweiz, dem Fürstentum Liechtenstein, in Österreich im westlichsten Bundesland Vorarlberg und ostwärts über Ungarn, Kroatien und Rumänien verbreitet. Weitere Vorkommen werden auf der osteuropäischen Halbinsel Krim sowie den vorderasiatischen Regionen des Transkaukasus sowie in der Türkei und dem Iran beschrieben. Die Vorkommen in Deutschland, Dänemark und Großbritannien basieren auf Neophyten.
Besiedelt werden in Mitteleuropa sommergrüne Laubwälder, besonders Buchenwälder und Buschwerk der planar-collinen bis montanen Höhenstufe. Er kommt in Mitteleuropa besonders in Gesellschaften der Verbände Tilio-Acerion oder Carpinion vor.
Die ökologischen Zeigerwerte nach Landolt & al. 2010 sind in der Schweiz: Feuchtezahl F = 3+ (feucht), Lichtzahl L = 2 (schattig), Reaktionszahl R = 4 (neutral bis basisch), Temperaturzahl T = 4 (kollin), Nährstoffzahl N = 3 (mäßig nährstoffarm bis mäßig nährstoffreich), Kontinentalitätszahl K = 2 (subozeanisch).
Der Turin-Meier gilt in Mitteleuropa als potentiell gefährdet.

## Systematik
Die Erstveröffentlichung von Asperula taurina erfolgte 1753 durch Carl von Linné in Species Plantarum, Tomus 1, S. 103. Synonyme für Asperula taurina L. sind: Asperula caucasica Pobed., Asperula propinqua Pobed. sowie Asperula taurina subsp. caucasica (Pobed.) Ehrend., Asperula taurina f. leucanthera Beck. Asperula taurina subsp. leucanthera (Beck) Hayek.
Asperula taurina gehört zur Sektion Glabella Griseb. innerhalb der Gattung Asperula.

## Verwendung
Der Turin-Meier wird in Gärten als Zierpflanze verwendet und dient als Bodendecker.